# María Esperanza Morelos Borja
María Esperanza Morelos Borja (29 de septiembre de 1953) es una política mexicana, miembro del Partido Acción Nacional (PAN). Ha sido en dos ocasiones diputada federal.

## Biografía
ES química farmacobióloga egresada de la Universidad Michoacana de San Nicolás de Hidalgo y cuenta con una maestría en Ciencias Químicas por la Universidad de Hull, Gran Bretaña. Ejerció la docencia en varias instituciones educativas.
De 1979 a 1981 fue diputada suplente al Congreso del Estado de Michoacán sin llegar a asur el cargo en propiedad. A partir de 1982 fue integrante de las comités municipal y estatal del PAN en Michoacán, siendo consejera estatal de 1984 a 2006 y consejera nacional de 1984 a 2007.
En 1985 fue candidata del PAN a diputada federal por el Distrito 1 de Michoacán, no logrando el triunfo que correspondió a su competidor del PRI, Macario Rosas Zaragoza. Sin embargo, fue elegida por la vía de la representación proporcional a la LIII Legislatura que concluyó en 1988.
De 1989 a 1992 fue diputada al Congreso de Michoacán, de 1996 a 1996 secretaria de Formación y Capacitación del comité ejecutivo nacional del PAN, de 1996 a 1997 fue procuradora social y de 1997 a 1999 jefa de la unidad programática presupuestal de la coordinación de gestión social, ambos del gobierno de Michoacán en la administración del gobernador Víctor Manuel Tinoco Rubí. De 1999 a 2002 fue nuevamente secretaria de Formación y Capacitación del comité nacional del PAN.
De 2003 a 2006 fue directora general de planeación en el Instituto Nacional de las Mujeres en el gobierno de Vicente Fox. En 2006 fue elegida por segunda ocasión diputada federal por el principio de representación proporcional a la LX Legislatura que concluiría en 2009. En dicha legislatura fue presidenta de la comisión de Atención a Grupos Vulnerables; e integrante de las comisiones de Cultura; y, de Equidad y Género. Solicitó y recibió licencia definitiva al cargo el 1 de septiembre de 2008 para integrarse a la comisión nacional de Elecciones del comité nacional del PAN.